# Vulcania
Il Vulcania fu un transatlantico varato nel 1926, nave gemella del transatlantico Saturnia.
Oltre che come transatlantico, il Vulcania fu anche utilizzato come nave trasporto truppe e nave ospedale.

## Storia
La Vulcania fece il suo viaggio inaugurale partendo il 19 dicembre 1928 da Trieste sulla rotta Trieste-Napoli-Patrasso-New York.
Nel 1930 venne ristrutturata con modifiche ai locali passeggeri, oltre alla sostituzione, causa inaffidabilità, dei due motori Burmeister & Wain, costruiti su licenza a Trieste, con due Sulzer, sempre diesel costruiti su licenza a Trieste. La stazza aumentò così a 24.469 tonnellate.
Nel 1934 vi fu una nuova ristrutturazione dei locali passeggeri.
Nel 1936 la nave venne trasferita, insieme al resto della flotta della Società Cosulich alla Società Italia di Navigazione. Nel dicembre dello stesso anno la Vulcania effettuò il suo ultimo viaggio sulla rotta Trieste-Napoli-New York-Trieste.

### Durante la guerra
Nel 1941 il transatlantico fu requisito dallo Stato italiano per essere utilizzato come nave trasporto truppe nel Nord Africa.
Dall'aprile 1942, in accordo con le forze alleate, trasformata in nave ospedale, iniziò il servizio di rimpatrio di civili internati (specialmente donne e bambini) e di soldati italiani feriti dall'Africa Orientale Italiana, con la protezione della Croce Rossa Internazionale. Per tali servizi vennero utilizzate anche altre navi della Società Italia: la Caio Duilio, la Giulio Cesare e la Saturnia.
Dal momento che gli Alleati temevano un autoaffondamento delle unità di cui sopra nel Canale di Suez, che sarebbe così stato forzatamente chiuso per mesi, per raggiungere l'Africa Orientale le quattro navi erano obbligate dai trattati a compiere la circumnavigazione dell'Africa. La terza e ultima missione si concluse a Taranto nell'agosto 1943.
A seguito dell'armistizio dell'8 settembre 1943 la "Vulcania" imbarcò una parte degli allievi della Accademia Navale, che allora aveva sede a Brioni, per trasferirli in un porto della Puglia. A differenza della gemella "Saturnia", la "Vulcania" non eseguì questa missione, essendo stata fatta incagliare . Fu quindi requisita ed utilizzata dai tedeschi .

### Transatlantico
Il 29 marzo 1946 la Vulcania fu noleggiata all'American Export Line per il servizio sulla rotta New York-Napoli-Alessandria d'Egitto-New York. Su tale rotta la nave effettuò sei viaggi, l'ultimo dei quali iniziò il 4 ottobre 1946 e terminò il 15 novembre 1946; venne quindi restituita alla Società Italia e condotta a Genova con scalo intermedio a Napoli. Il transatlantico fu ricoverato in cantiere, ricondizionato e riallestito. I locali passeggeri assunsero la seguente suddivisione: 240 passeggeri in I classe, 270 in cabina ed 870 in classe turistica.
Nel luglio 1947 navigò sulla rotta Genova-Sudamerica ed il 4 settembre 1947 riprese il servizio sulla rotta Genova-Napoli-New York:; l'ultimo servizio iniziò il 21 settembre 1955 ed il 28 ottobre 1955 fu posto in servizio sulla rotta Trieste-Venezia-Patrasso-Napoli-Palermo-Gibilterra-Lisbona-Halifax-New York. L'ultimo servizio iniziò il 5 aprile 1965; al termine la nave venne venduta alla Siosa Grimaldi Line che la rinominò Caribia, destinandola alle crociere.
Il transatlantico venne radiato nel 1973; il 18 settembre dello stesso anno venne condotta a rimorchio nel porto di Barcellona. Da lì iniziò il suo ultimo viaggio, sempre a rimorchio, con destinazione la città di Kaoshiung, nell'isola di Taiwan, dove iniziò la sua demolizione il 15 marzo 1974.

## Caratteristiche tecniche
La Vulcania fu una nave molto innovativa ed originale, rispetto ai transatlantici dell'epoca, per via della sua linea esterna e del suo apparato motore. Era dotata di prua verticale, due alberi ed un singolo fumaiolo.